# Bernhard Christoph Breitkopf
Pour les articles homonymes, voir Breitkopf.
Bernhard Christoph Breitkopf (* 2 mars 1695 à Clausthal, aujourd'hui Clausthal-Zellerfeld ; † 26 mars 1777 à Leipzig) est un imprimeur et éditeur allemand. Il fonde en 1719 à Leipzig une maison d'édition qui devient ultérieurement la maison Breitkopf & Härtel et qui est la plus ancienne maison d'édition de partitions de musique au monde.

## Biographie
Breitkopf commence un apprentissage d'imprimeur en 1709, à Goslar, et y devient compagnon. En 1714, il vient à Leipzig et travaille pendant un an dans une imprimerie, puis il part pour Iéna et ensuite pour trois ans à Halle. En 1718, il retourne à Leipzig, et il entre en 1719 par mariage dans l'imprimerie de Sophia Maria Müller, veuve de Johann Caspar Müller, qui avait racheté en 1702 l'entreprise fondée en 1664 par Johann Georgi. Il sauve l'entreprise de la faillite. Il bénéficie pour cela d'un concours financier de Christian Reineccius (1668–1752), philologue et spécialiste de l'ancien testament, et de Johann Jacob Mascow, professeur de droit.
L'activité d'édition proprement dite débute en 1723 avec l'édition et l'impression d'une bible hébraïque. Il a d'ailleurs une forte activité dans l'édition d'ouvrages se rapportant à la bible et à son exégèse. Mais ce sont ses relations d'amitié et d'affaires avec le poète Johann Christoph Gottsched, dont il édite la plupart des œuvres, qui lui valent de grands succès financiers. Il achète, en face de son imprimerie, une ancienne auberge de relais à l'enseigne Zum Goldnen Bär (ce qui signifie en français : « À l'ours d'or ») qu'il fait démolir et installe à cette place le premier immeuble de la nouvelle entreprise. Gottsched a écrit un grand nombre d'ouvrages d'enseignement et de vulgarisation, ainsi que des recueils et des anthologies diverses, traduites en allemand par lui-même ou par sa femme. La plupart de ces écrits sont publiés par Breitkopf. L'imprimerie, qui est la treizième imprimerie de Leipzig en 1722, devient la troisième en 1742.
L'édition d'œuvres musicales n'a d'abord pour Breitkopf que peu d'importance, bien qu'on trouve dans ses publications des œuvres aussi essentielles que le Musikalisches Gesang-Buch de Georg Christian Schemelli édité en 1736 et la Singende Muse an der Pleisse de  Sperontes (de) dont il assure de nombreuses rééditions depuis 1740.
Après la mort de sa femme, Breitkopf épouse Sophia Theodore Kayser en 1739. En 1745, il transmet l'imprimerie à son fils Johann Gottlob Immanuel Breitkopf, également imprimeur et éditeur, mais conserve la direction de la maison d'édition (où son fils travaille aussi à partir de 1762) jusqu'à sa mort. Il est alors l'imprimeur le plus important d'Allemagne.